# Атанас Добрев
Атанас Добрев Добрев е български офицер, генерал-майор, командир на дружина от 7-и пехотен преславски полк през Балканската (1912 – 1913) и Междусъюзническата война (1913) и на 1-ва бригада от 1-ва пехотна софийска дивизия през Първата световна война (1915 – 1918).

## Биография
Атанас Добрев е роден на 18 януари 1865 г. в Тулча. На 25 септември 1885 г. постъпва на военна служба, а през 1886 г. постъпва във Военното на Негово Княжеско Височество училище, достига до звание юнкер, дипломира се 133-ти по успех от 163 офицери, на 27 април 1887 г. е произведен в чин подпоручик и зачислен в 7-и пехотен преславски полк. На 18 май 1890 г. е произведен в чин поручик, а през 1895 в чин капитан. През 1900 г. е ротен командир в 19-и пехотен шуменски полк. През 1906 г. е произведен в чин майор. Служи в 4-ти пехотен плевенски полк. От 1909 г. е командир на дружина от 7-и пехотен преславски полк. На 22 септември 1912 е произведен в чин подполковник.
Подполковник Добрев взема участие в Балканската (1912 – 1913) и Междусъюзническата война (1913) като командир на командир на дружина от 7-и пехотен преславски полк. През януари 1915 г. служи като помощник-командир на 7-и пехотен преславски полк, а на 1 октомври 1915 г. е произведен в чин полковник. По време на Първата световна война (1915 – 1918) е командир на 7-и пехотен преславски полк (от 1916) и на 1-ва бригада от 1-ва пехотна софийска дивизия. През 1918 г. като командир на 1-ва бригада от 1-ва пехотна софийска дивизия полковник Добрев е награден с Военен орден „За храброст“ III степен 2 клас „за бойни отличия и заслуги през войната“, която награда е потвърдена и през 1921 г. съгласно заповед № 355е по Министерството на войната. През 1919 г. е уволнен от служба.
През 1921 г. съгласно заповед № 464 е по Министерството на войната е награден с Царски орден „Св. Александър“ III степен с мечове по средата отново за „за бойни отличия и заслуги през войната“. На 31 декември 1935 г. е произведен в чин генерал-майор. Умира през 1947 г. и е погребан в Шумен.

## Семейство
Генерал-майор Атанас Добрев е женен и има 3 деца.

## Военни звания
- Подпоручик (27 април 1887)
- Поручик (18 май 1890)
- Капитан (2 август 1895)
- Майор (1906)
- Подполковник (22 септември 1912)
- Полковник (1 октомври 1915)
- Генерал-майор (31 декември 1935)

## Образование
- Военно на Негово Княжеско Височество училище (1886 – 1887)

## Награди
- Военен орден „За храброст“ IV степен 2 клас
- Военен орден „За храброст“ III степен 2 клас (1918/1921)
- Царски орден „Св. Александър“ III степен с мечове по средата (1921)
- Народен орден „За военна заслуга“ V степен на обикновена лента
- Орден „За заслуга“ на обикновена лента